# Salah Benharkat
Salah Benharkat, né le 12 août 1952, est un homme politique algérien. Membre du Front de libération nationale, il est député de la première circonscription électorale de la wilaya de Batna au cours de la troisième législature (1987-1992).